# 西気村
西気村（にしきむら）は、兵庫県城崎郡にあった村。現在の豊岡市日高町の北西部、神鍋高原の西半にあたる。

## 地理
- 山岳：神鍋山、大机山
- 高原：神鍋高原
- 河川：稲葉川

## 歴史
- 1889年（明治22年）4月1日 - 町村制の施行により、気多郡稲葉村・水口村・万劫村・東河内村・山田村・栗栖野村・万場村・名色村・栃本村・石井村・十戸村・比垣村・山宮村・太多村の区域をもって発足。
- 1894年（明治27年）12月15日 - 大字名色村・十戸村・頃垣村・石井村・山宮村・栃本村・神崎村が分立して清滝村が発足。（8村）
- 1896年（明治29年）4月1日 - 所属郡が城崎郡に変更。
- 1955年（昭和30年）3月25日 - 国府村・八代村・日高町・三方村・清滝村と合併し、改めて日高町が発足。同日西気村廃止。